# Sonja Delzongle
Œuvres principales
- Dust

Sonja Delzongle, née le 28 août 1967 à Troyes, est une femme de lettres française, auteure de roman policier.

## Biographie
Sonja Delzongle grandit dans un environnement partagé entre Dijon et la Serbie en raison des origines de ses parents : son père est français tandis que sa mère est serbe,,.
Elle mène une vie de bohème, oscillant entre diverses occupations, parmi lesquelles la gestion d'un commerce artisanal africain-asiatique et l'exploitation d'un bar de nuit, tout en se consacrant à l'écriture.
Après avoir obtenu un DEUG en langues et lettres modernes, elle entreprend le concours d'admission à l'École des Beaux-Arts de Dijon, et au terme de six années d'études, elle décroche son diplôme. 
Pendant environ quinze ans, elle se consacre à la peinture et expose son travail, avant de faire le choix de devenir journaliste en presse écrite à Lyon, la ville où elle choisit d'habiter. 
Après avoir rédigé une nouvelle qui a depuis été développée en un court roman intitulé La Journée d'un sniper en 2007, elle publie son premier thriller À titre posthume en 2009, suivi de Le Hameau des Purs en 2011. Elle poursuit son travail littéraire en se consacrant à l'écriture de romans policiers et thriller,. 
Le 7 septembre 2022, Sonja Delzongle collabore avec d'autres autrices pour fonder le collectif Les Louves du polar. Leur objectif est de mettre en avant leur travail et de  favoriser l'identification du polar féminin, trop souvent en manque de lisibilité malgré la qualité de la production, auprès du lectorat.  

## Œuvres

### Romans
- La Journée d'un sniper, Jacques André, coll. « En attendant le bus », 2007  (ISBN 978-2-7570-0077-9)
- À titre posthume, Jacques André, 2009  (ISBN 978-2-7570-0159-2)
- Le Hameau des Purs, Transit/Cogito, 2011  (ISBN 978-2923865294)Réédition Gallimard, coll. « Folio policier » no 897, 2019 (ISBN 978-2-07-286401-8)
- Dust, Denoël, coll. « Sueurs froides », 2015  (ISBN 978-2-207-12441-3)Réédition numérique, L’épée, 2015 ; réédition Gallimard, coll. « Folio policier » no 796, 2016 (ISBN 978-2-07-046508-8)
- Quand la neige danse, Denoël, coll. « Sueurs froides », 2016  (ISBN 978-2-207-13284-5)Réédition numérique, L’épée, 2016 ; réédition Gallimard, coll. « Folio policier » no 828, 2017 (ISBN 978-2-07-270823-7)
- Syberia, Michel Lafon, 2017  (ISBN 978-2749931036)Sous le nom de Dana Skoll.
- Récidive, Denoël, coll. « Sueurs froides », 2017  (ISBN 978-2-207-13562-4)Réédition numérique, L’épée, 2017 ; réédition Gallimard, coll. « Folio policier » no 853, 2018 (ISBN 978-2-07-278254-1)
- Boréal, Denoël, coll. « Sueurs froides », 2018  (ISBN 978-2-207-13914-1)Réédition numérique, L’épée, 2018 ; réédition Gallimard, coll. « Folio policier » no 881, 2019 (ISBN 978-2-07-284063-0)
- Cataractes, Denoël, coll. « Sueurs froides », 2019  (ISBN 978-2-207-14266-0)Réédition Gallimard, coll. « Folio policier » no 909, 2020 (ISBN 978-2-07-289344-5)
- L'Homme de la plaine du Nord, Denoël, coll. « Sueurs froides », 2020  (ISBN 978-2-207-15741-1)Réédition Gallimard, coll. « Folio policier » no 929, 2021 (ISBN 978-2-07-292238-1)
- Le Dernier Chant, Denoël, coll. « Sueurs froides », 2021  (ISBN 978-2-207-16176-0)Réédition Gallimard, coll. « Folio policier » no 955, 2022 (ISBN 978-2-07-296497-8)
- Abîmes, Denoël, coll. « Sueurs froides », 2022  (ISBN 978-2-207-16378-8)Réédition Gallimard, coll. « Folio policier » no 983, 2023 (ISBN 978-2-07-301664-5)
- Thanatea, Fleuve noir, 2023  (ISBN 978-2-265-15617-3)
- Noir comme l'orage, Fleuve noir, 2024
- Apnée, Fleuve noir, 2025

### Nouvelles
- Phobia, 2018Publiée dans le recueil Phobia, J'ai lu, 2018 (ISBN 978-2-290-15503-5) (collectif de quatorze auteurs de polar au profit de l'association ELA
- Arthur, dans l'anthologie À peine entré dans la librairie... La Griffe noire, 30 ans. Paris : Télémaque, 06/2018, p. 56-76.  (ISBN 978-2-7533-0357-7)
- Âme de pique et Âme de cœur, dans La Nouvelle du lendemain, anthologie numérique organisée pendant le confinement par la Ligue de l’Imaginaire, le festival Lisle noir et Cultura, 04/2020[9].
- Jalousies, dans Déguster le noir, anthologie sous la direction d'Yvan Fauth. Paris : Belfond, coll. "Belfond noir", 06/2023, p. 163-179.  (ISBN 978-2-7144-9749-9)

## Prix et récompenses
- Prix Anguille sous roche 2015 pour Dust[10]
- Prix du jury des lecteurs du festival du polar de Villeneuve lez Avignon 2018 pour Boréal[11].
- Grand prix du festival des littératures policières 2022 pour Abîmes[2],[12].